# Automeris denticulata
Automeris denticulata é uma espécie de mariposa do gênero Automeris, da família Saturniidae.
Sua ocorrência foi registrada na Bolívia, Colômbia, Equador e Peru.